# Trivella
Trivella Empreendimentos Esportivos é uma empresa criada em 1990 por Flávio Trivella, ex-jogador de futebol da base do Flamengo e Botafogo, além de equipes profissionais como Campo Grande, Bonsucesso, Anápolis-GO. 

## História
Em 1991 começou a criação e comercialização de materiais esportivos, e ganhou notoriedade nos anos 90 com o lançamento de uma porta-chuteira, uma bolsa que foi febre em todos os campos de futebol, pela simplicidade, praticidade e design esportivo. Paralelamente a empresa criou diversos produtos no mercado como bolas, luvas de goleiro e também sapatilhas esportivas que também foi uma sensação na época.
A Trivella já vestiu equipes de futebol profissional do Rio de Janeiro, como América em (1995/1996) e Volta Redonda(1996). 
Voltou  a patrocinar equipes como Quissamã, Macaé, Nova Iguaçu, Portuguesa do Rio, Bonsucesso, Olaria e Madureira de 2010 a 2014.
A Trivella Empreendimentos Esportivos participa da gestão esportiva do Goytacaz Futebol Clube desde 2017, ano que o Clube foi campeão estadual da série B1 e alcançou acesso para a elite do futebol carioca.

## Supercopa Trivella
Em 1997 a empresa abriu um novo segmento de organização de escolinhas de futebol e organização de eventos esportivos. Passou então a promover a copa que viria a ser uma das grandes competições infantis do Rio de Janeiro. A Supercopa Trivella reuniu em em 1997 24 escolinhas tendo como Patrono o ex-craque da Seleção Brasileira Paulo Henrique. Em 2018 a copa chegou à sua 22ª edição.